# Cheile Șugăului

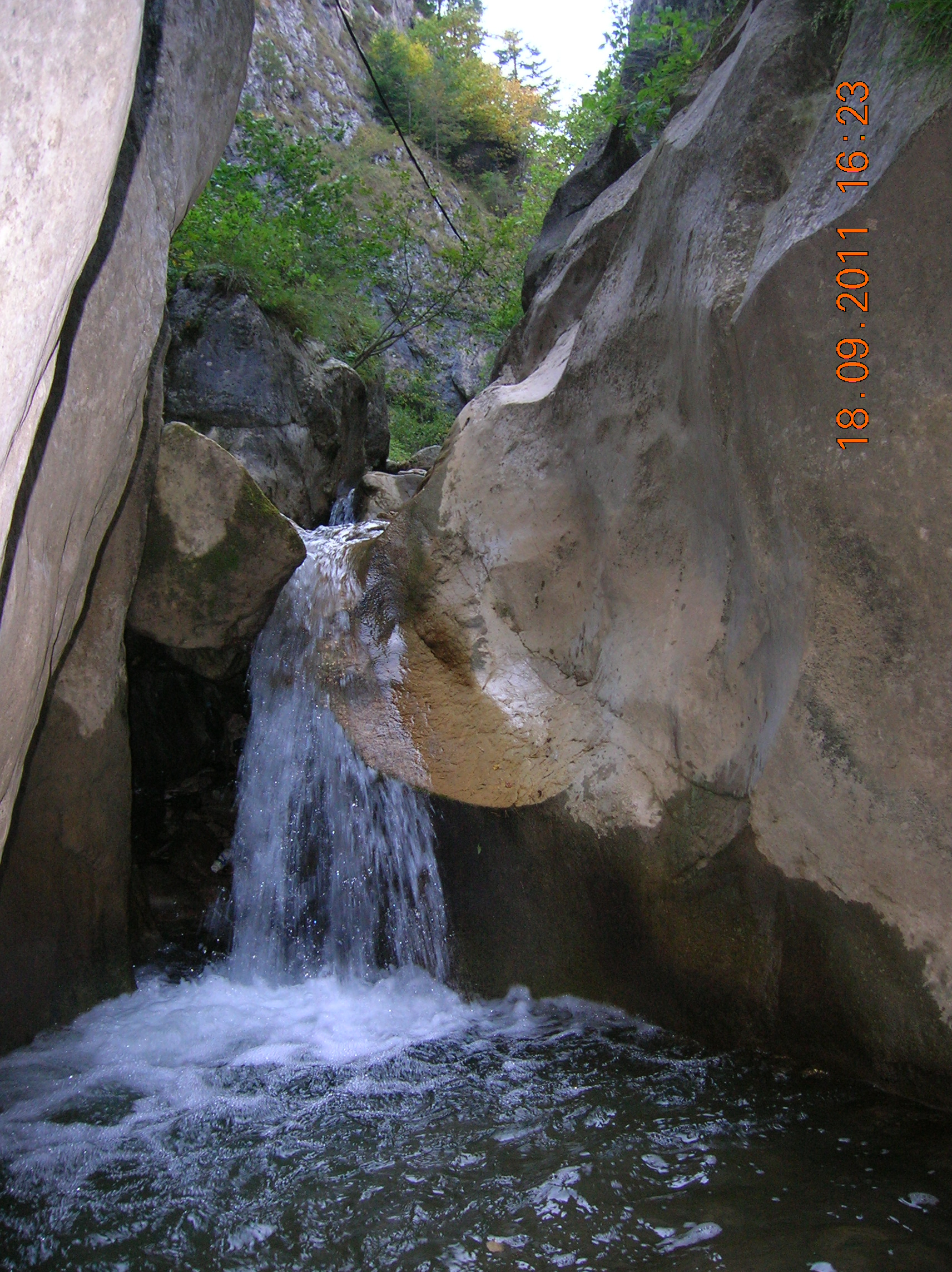
Prin chei - cascadă cu marmită la bază

Cheile Șugăului alcătuiesc o arie protejată de interes național ce corespunde categoriei a IV-a IUCN (rezervație naturală de tip mixt) situată în județul Neamț, pe teritoriul administrativ al comunei Bicaz-Chei și Bicazu Ardelean.

## Caracteristici

### Localizare
Aria naturală cu o suprafață de 90 hectare este inclusă în aria Cheile Șugăului - Munticelu (sit Natura 2000) și se află la limita vestică a județului Neamț cu județul Harghita, în Munții Hășmaș la nord de cariera de calcar Bicaz-Chei, Râul Bicaz și DN12C la km 34.
10% din suprafața rezervației se suprapune Parcului Național Cheile Bicazului - Hășmaș, la limita flancului nord-estic al acestuia.

### Descriere
Rezervația reprezintă o zonă montană ce asociază peisajului deosebit (sălbatic și tipic unei zone  montane de carst), biodiversitatea. Accesul este mai dificil, datorită dominanței morfologice a abrupturilor calcaroase. Zona propriuzisă a cheilor (cursul inferior al pârâului Șugău, înainte de confluența cu râul Bicaz - cu o suprafață de circa 3 hectare) este de forma de canion cu o lungime de 350 m, pe care se afla un șir de cascade. 
În aria protejată sunt 17 izvoare.
Pe flancul sudic al rezervației, la 200 m de DN12C este construită lângă poteca principală cabana Ecolog.
La ieșirea din chei la marginea șoselei, o construcție artizanală - șteaza, poate fi observată. Aceasta este un fel de butoi cu doagele rare, în care apa captată de o țeavă metalică din amontele albiei Șugăului se agită clătind covoarele sau obiecte vestimentare mari care au fost spălate în prealabil acasă.

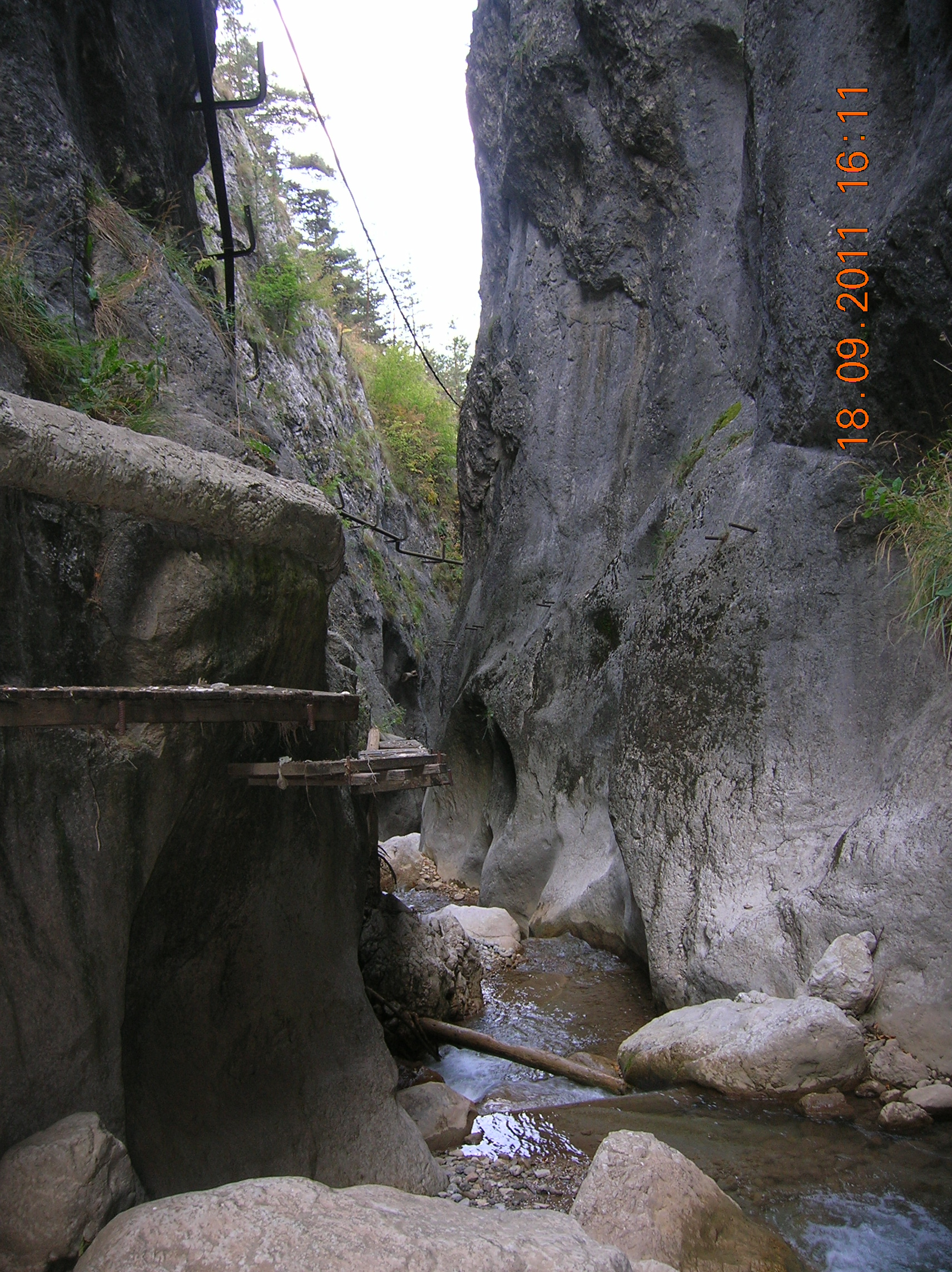
Prin chei - pe firul apei

### Importanță

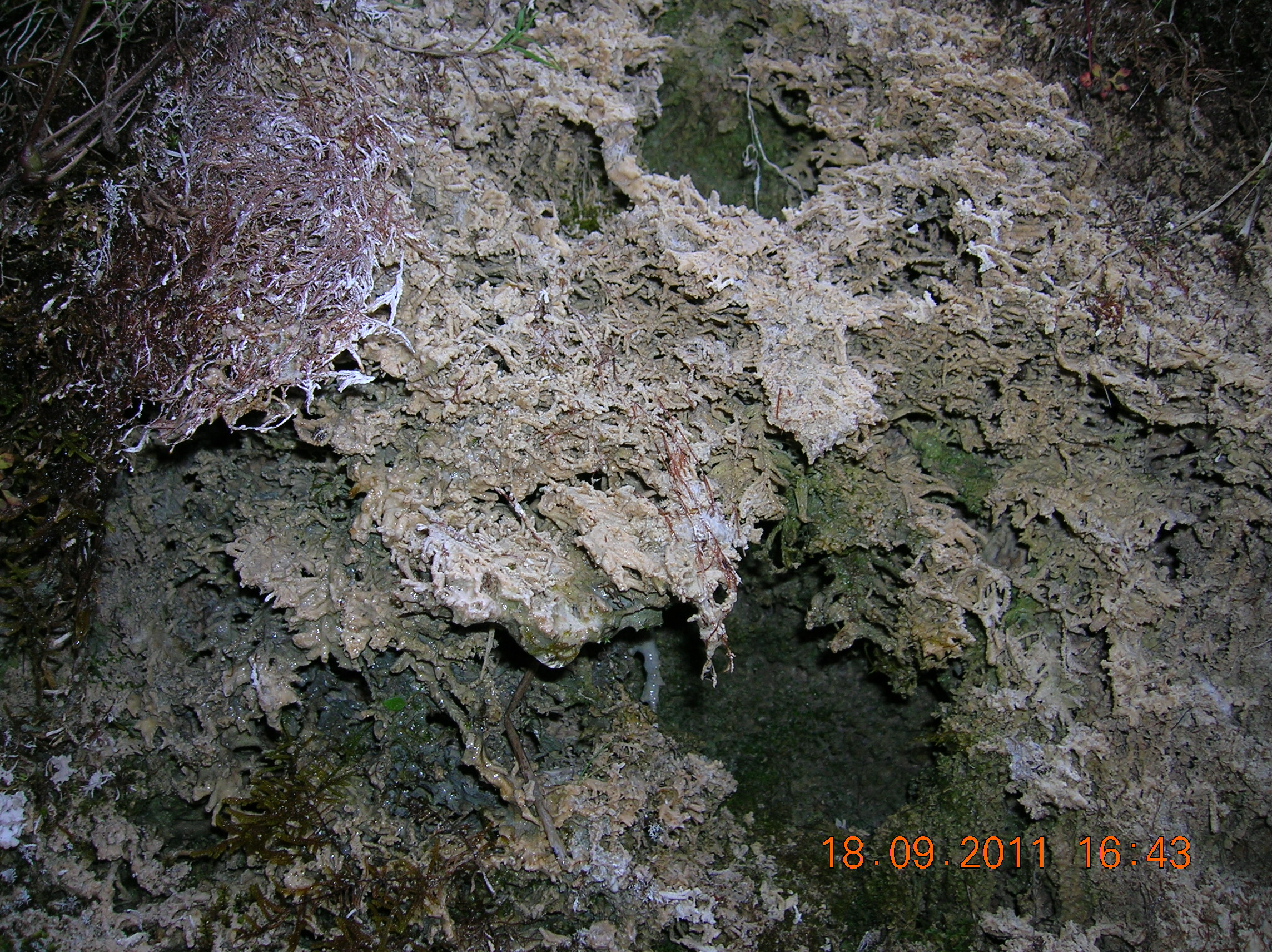
Tuf calcaros depus pe un covor vegetal de muşchi

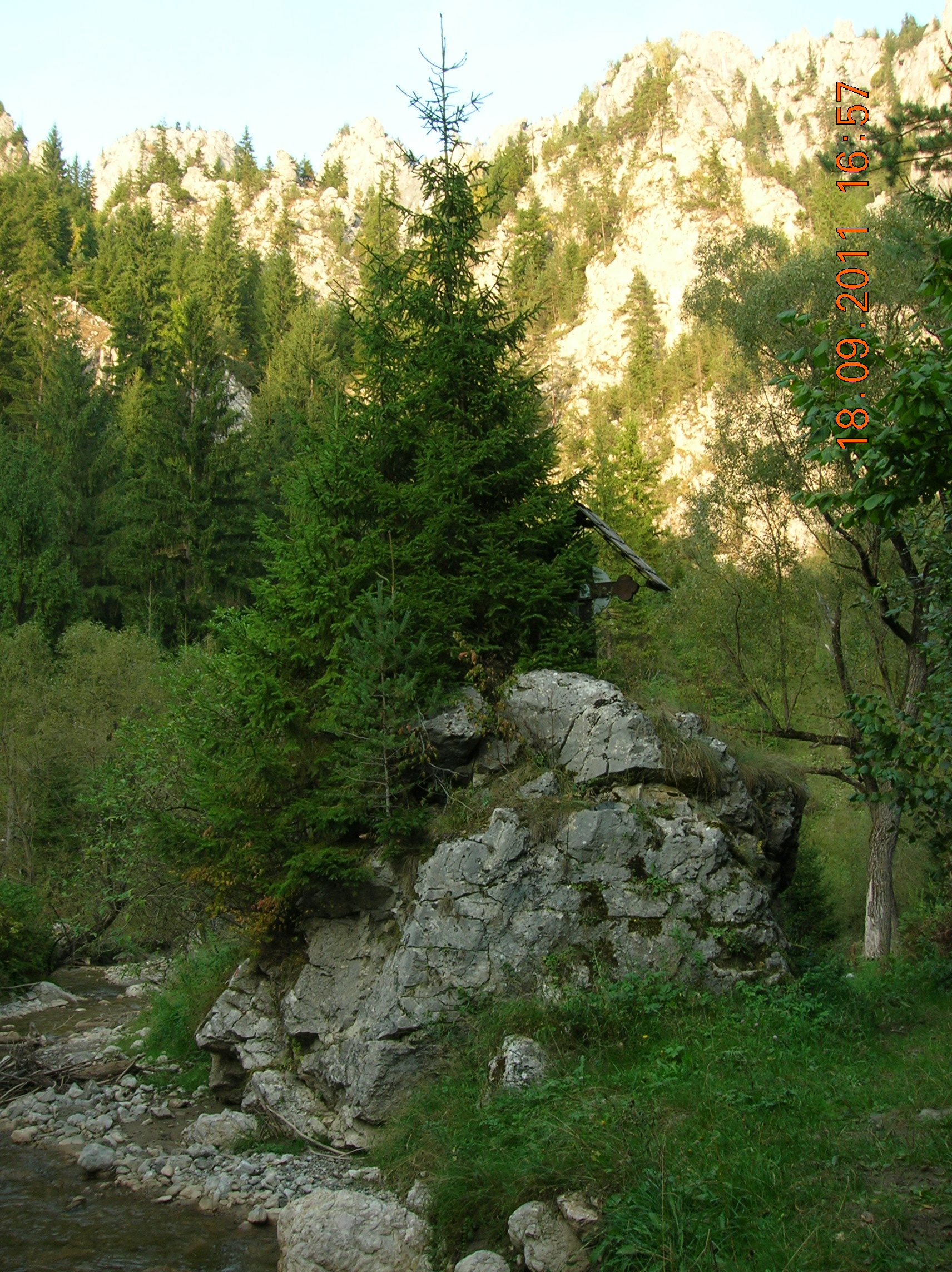
Troiţă în amonte

Desi inițial a fost declarată de interes geologic este de tip mixt datorită prezenței unor elemente peisagistice, floristice și faunistice.
Pe plan local, apare o mare varietate de fenomene carstice (pereti verticali si surplombanți, turnuri și ace calcaroase, vârfuri stâncoase, lapiezuri, creste, șei carstice, grohotișuri, chei, marmite de eroziune, doline, peșteri, izvoare petrifiante cu depuneri de tuf calcaros și travertin), asociate cu mai multe tipuri de habitate (păduri relictare pe substrat calcaros, versanți stâncoși cu vegetație chasmofitică și fânețe montane) ce adăpostesc o mare diversitate de floră și faună specifică Orientalilor.
Depozitele carbonatice generate de izvoarele petrifiante de aici sunt fie de travertin fie de tuf[[]]uri calcaroase:
- Cel de travertin din Cheile Șugăului apare ca un corp geologic individualizat - cu un volum estimat de cca 5000 mc - de forma unui con turtit, cu vârful spre izvorul superior și cu baza în vadul văii Șugau. Este cea mai mare masa travertinică din Munții Hășmaș și în același timp cel mai mare depozit de travertin în geneză activă din România[11]. Aici s-a format o peșteră lungă de cca 10 m (Izvorul Șugăului, aflată pe versantul stâng la intrarea în chei[2]), care prin amplasamentul în masa travertinică, este un fenomen natural rar întalnit[12].
- Tufurile calcaroase sunt prezente în toate stadiile de evoluție[12].

## Istoric
Declararea inițială a rezervației s-a făcut în 1971 în temeiul hotărârii Consiliului Popular Neamț, fundamentarea științifică a deciziei fiind făcută de Prof. Univ. Dr. geolog Grasu Constantin (Universitatea „Alexandru Ioan Cuza” din Iași).
Rezervația naturală a fost declarată arie protejată prin Legea nr.5 din 6 martie 2000 (privind aprobarea Planului de amenajare a teritoriului național Secțiunea a III-a - zone protejate).
Custodele actual (2012]) al rezervației este ONG Clubul Montan Român Piatra Neamț.

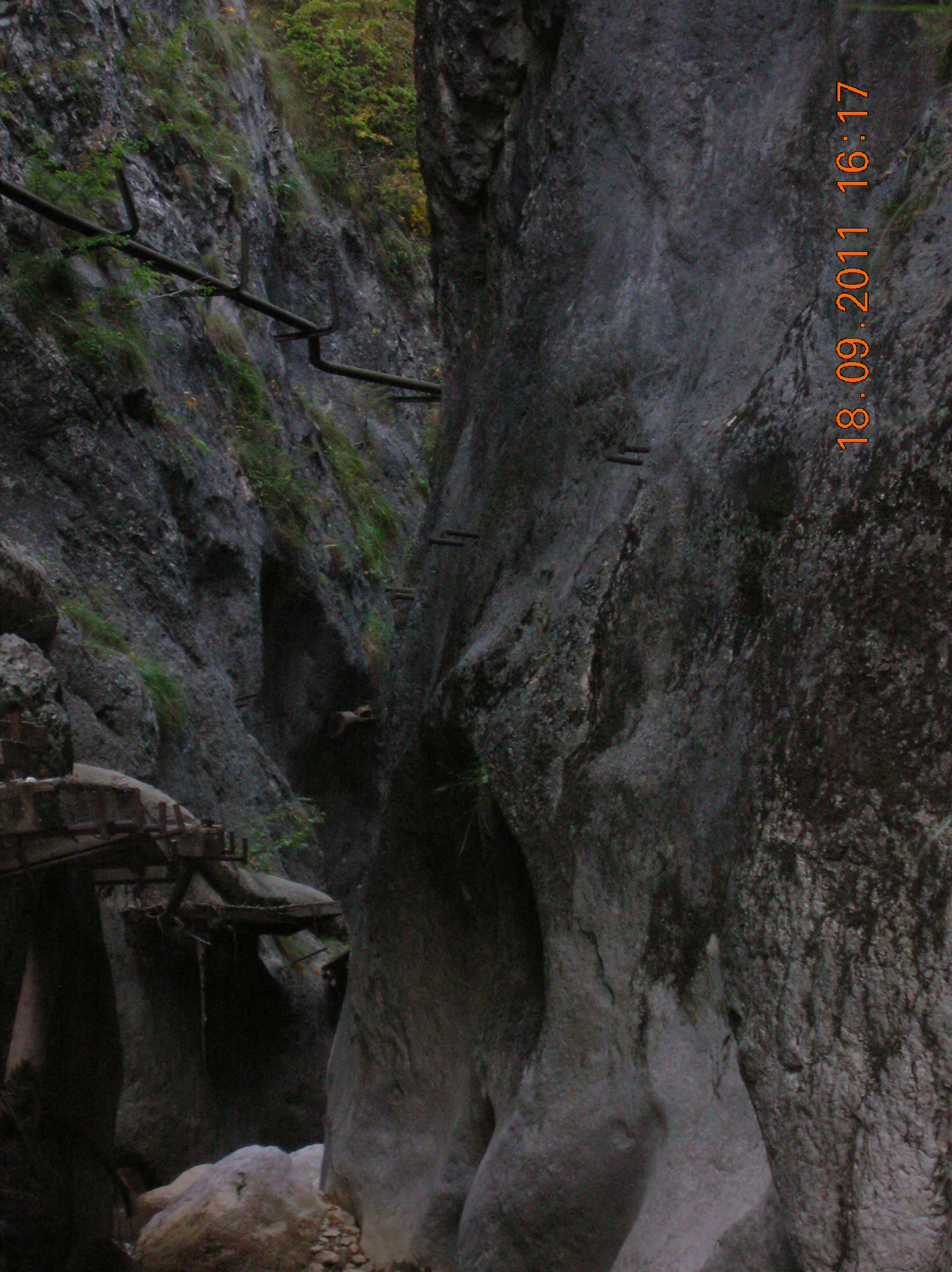
Aducţiunea de apă a captării din 1953

## Controverse
Intervențiile antropice asupra rezervației au început prin construirea unei captări de apă în anul 1953 la un izvor din Cheile Șugăului, pentru cariera din proximitate - a Fabricii de ciment din Tașca
Ele s-au reluat în 1999 prin lucrări miniere la un izbuc. Odată cu distrugerea în anul 2002 a acestuia prin dinamitări, în vederea construirii unei captări pentru o fabrică de îmbuteliere a apei, intervențiile au căpătat un aspect controversat. 
Declanșarea  în 2006 a lucrărilor de modernizare a vechii captării de apă  a carierei, a stîrnit un nou val de reacții, în perspectiva exploatării industriale a acestei ape.

## Situl Natura 2000 Cheile Șugăului-Munticelu

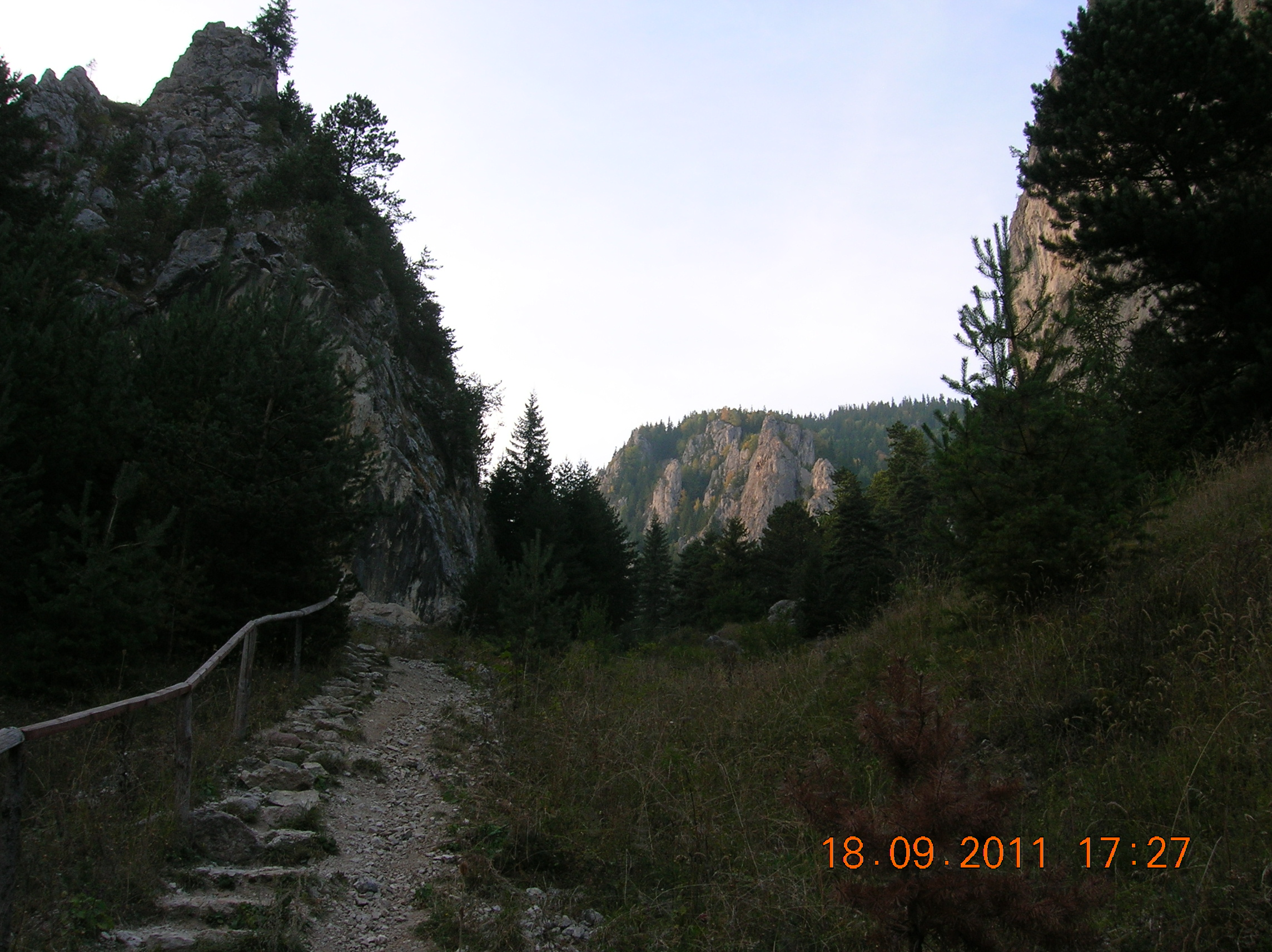
Intrarea în rezervaţie - în fundal Piatra Glodului

Masivul Munticelul este un interfluviu predominant stâncos orientat nord-sud, cu o lățime de 100-500 m (pe direcția vest – est) și o lungime de cca. 3 Km (pe direcția nord – sud). Altitudinea maximă este de 1381 m (în creasta Munticelu-Piatra Șugaului).
Suprafața protejată cuprinde 318 ha de zonă stîncoasa aparținând acestuia .  Ea include, astfel:
- zonele de protecție strictă: Cheile Șugăului și Jgheabul cu Luci, zonele carstice ale peșterilor Șura Glodului (Peștera Tunel), Izvorul Șugăului și Munticelu (Ghiocelul), depozitele de tufuri calcaroase și travertin, zonele umede și izvoarele carstice petrifiante
- zone de protecție integrală reprezentate de întregului masiv menționat mai sus - inclusiv zonele de grohotiș: Cheile Sugăului inclusiv versanții exteriori (Piatra Strungii și Piatra Sutoaiei), Piatra Glodului, Piatra Șugăului.
- zonele tampon, aflate lateral de abrupturile calcaroase și delimitate la S de DN12C Bicaz-Lacu Roșu, la N de șaua Munticelu - Criminiș, la V de drumul forestier Șugau și pârâul Șugău, iar la E de drumul de care și de către poteca aflată la est de Piatra Glodului, sat Gherman, com. Bicaz Chei și de către poteca din creasta Munticelu-Criminiș[2].

Situl (cod:ROSCI0033) acumulează atât obiective de interes petrografic (acumulări de tuf calcaros, travertin, calcare de vârste diferite), paleontologic (fosile mezozoice) și tectonostructural (fracturi, contacte tectonice, pânze de șariaj), cât și peisagistice (relief calcaros și carstic), floristice (fânețe montane, izvoare petrifiante cu formare de travertin (Cratoneurion), versanți stâncoși cu vegetație chasmofitică pe roci calcaroase, păduri relictare de Pinus sylvestris pe substrat calcaros), faunistice (specii enumerate în anexa II a Directivei Consiliului 92/43/CEE).

## Galerie

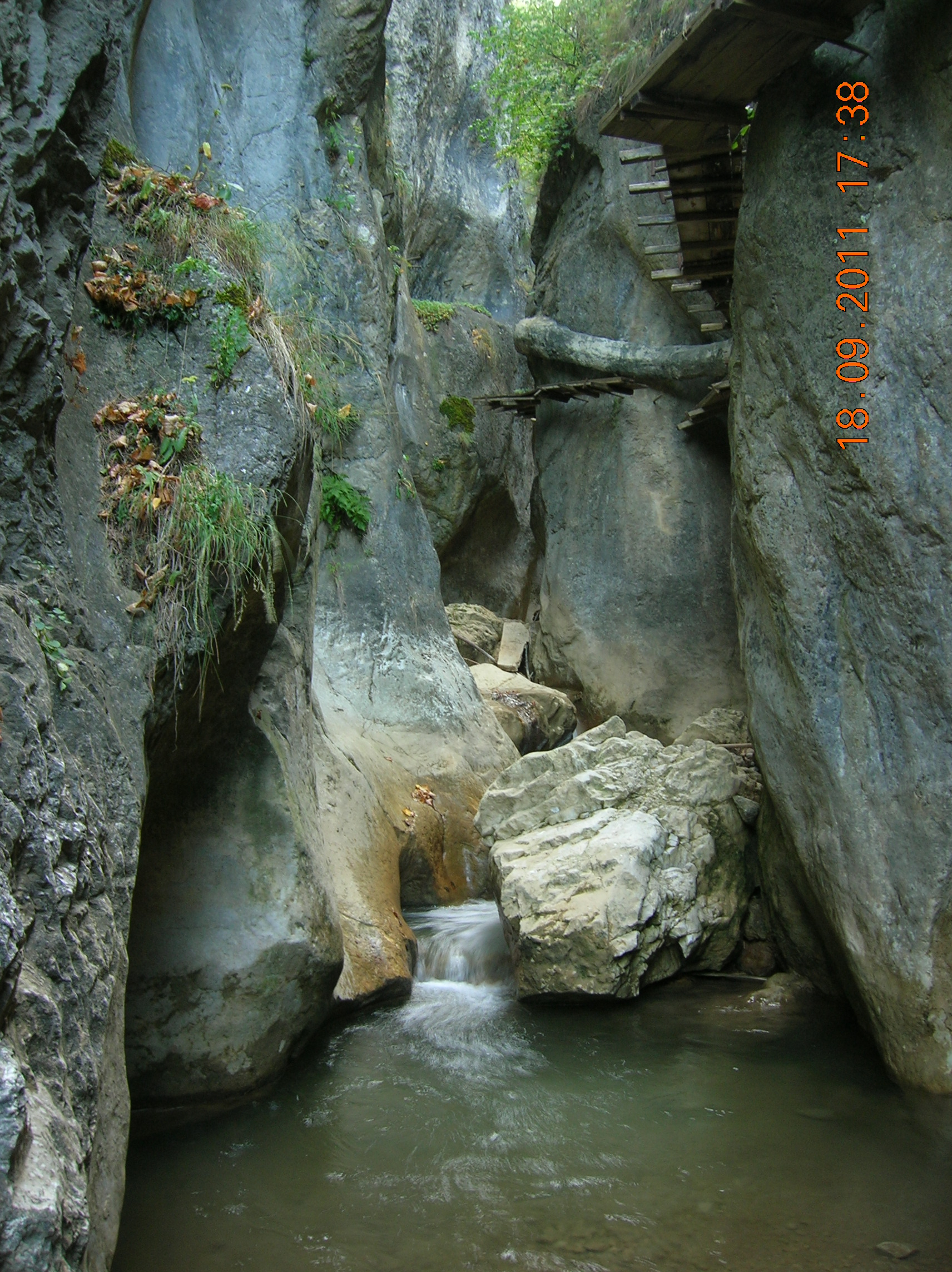
Prin chei
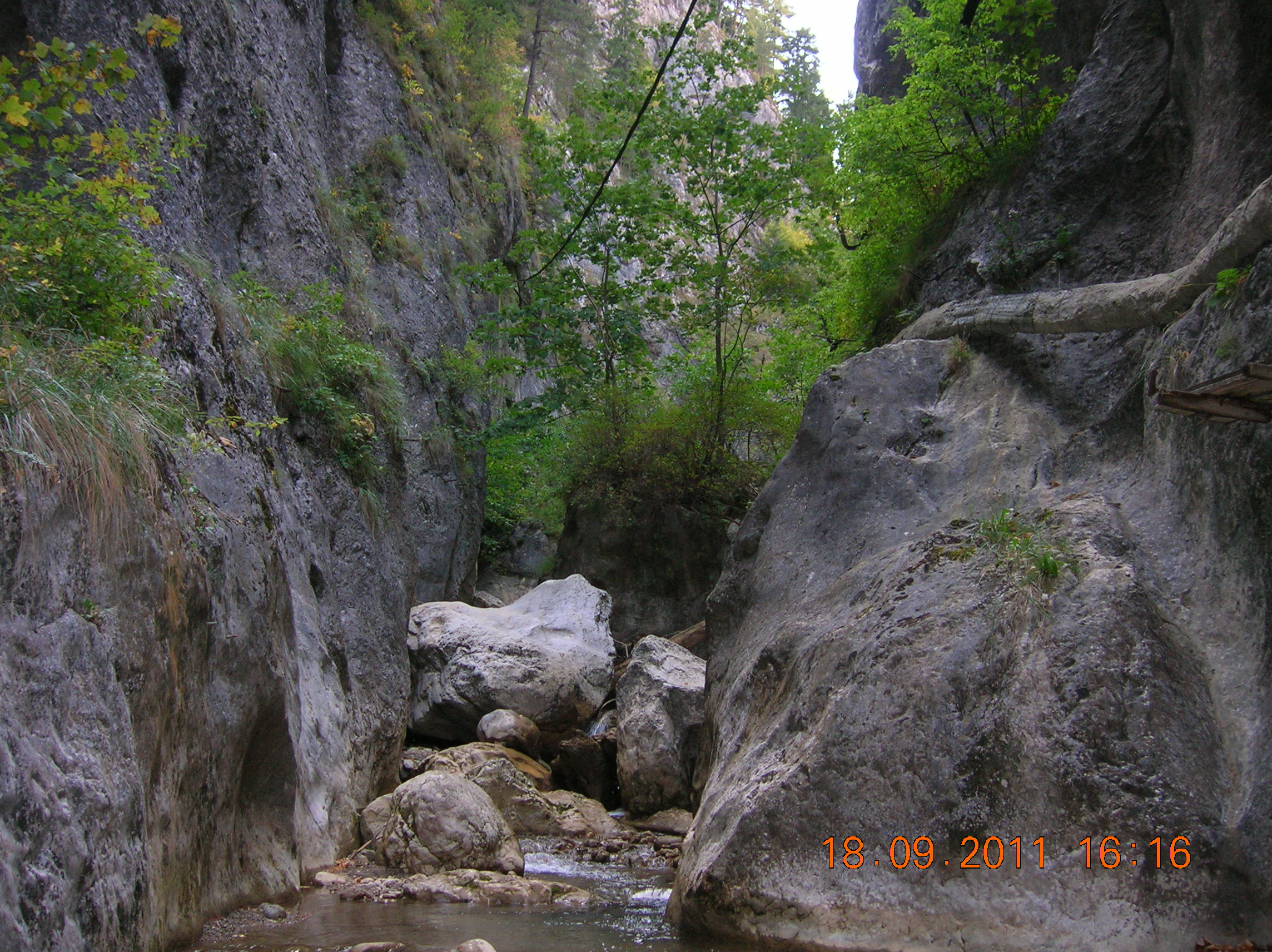
Prin chei
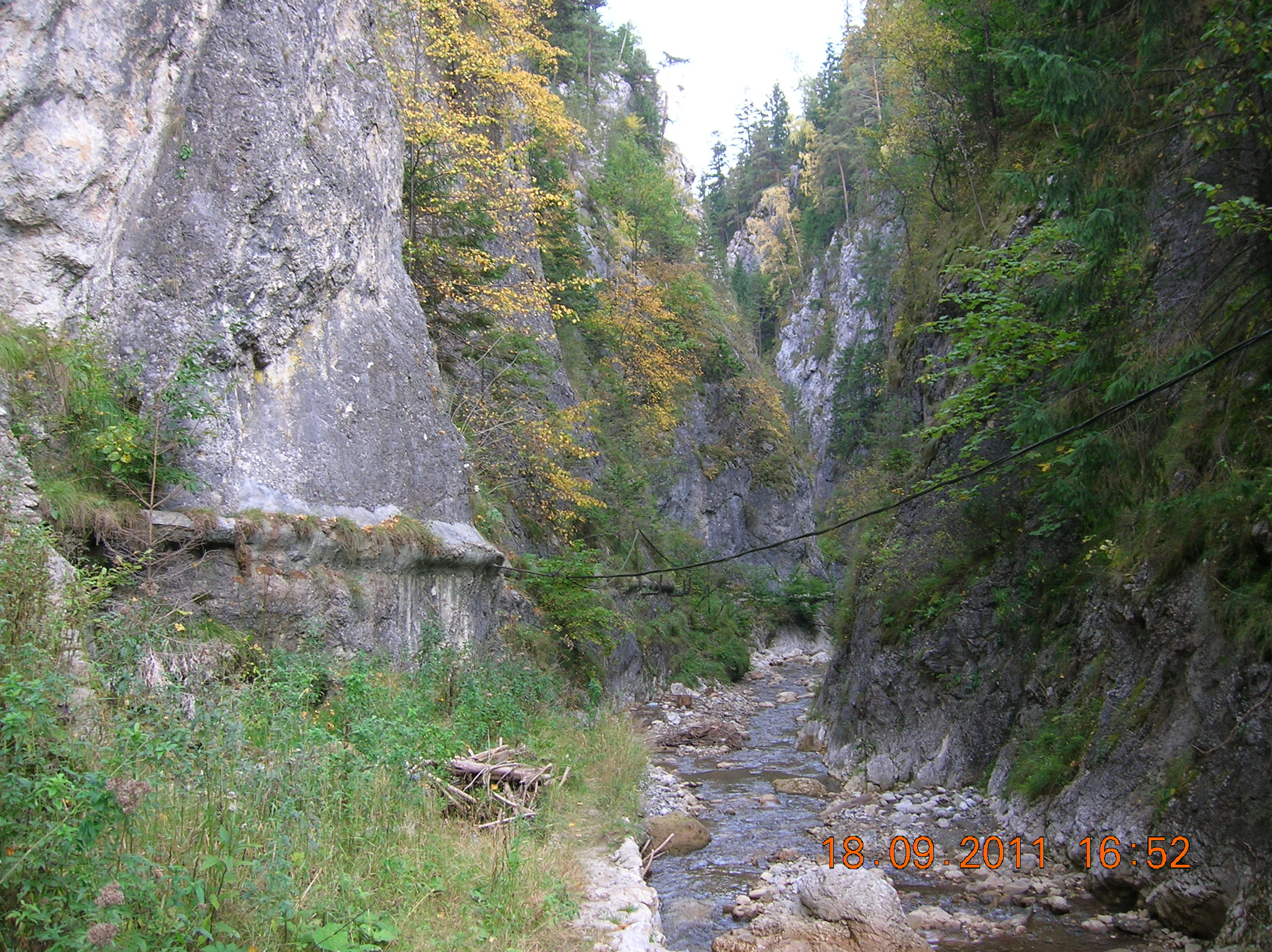
Intrarea în chei - din amonte
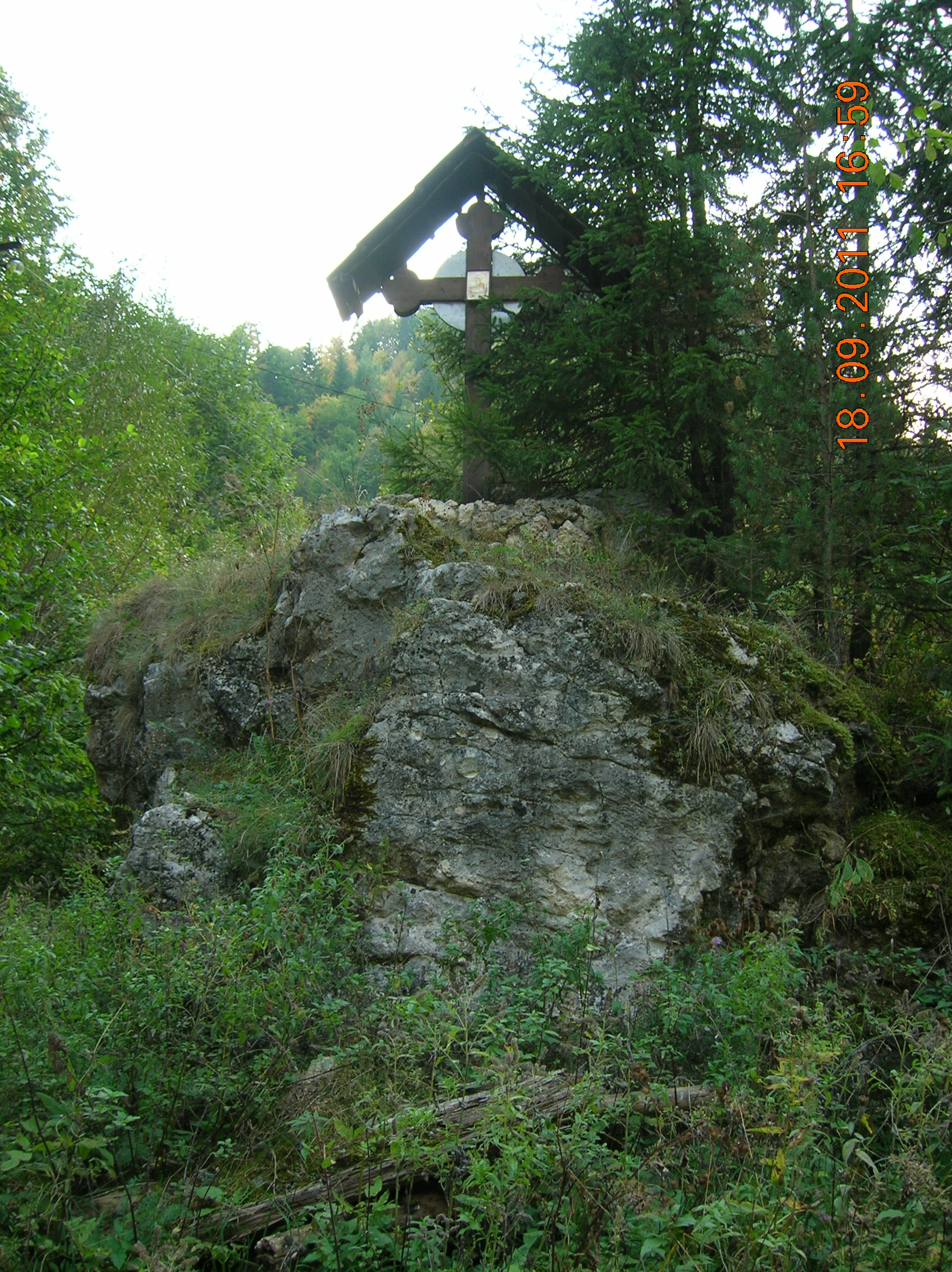
Troiţă în amonte
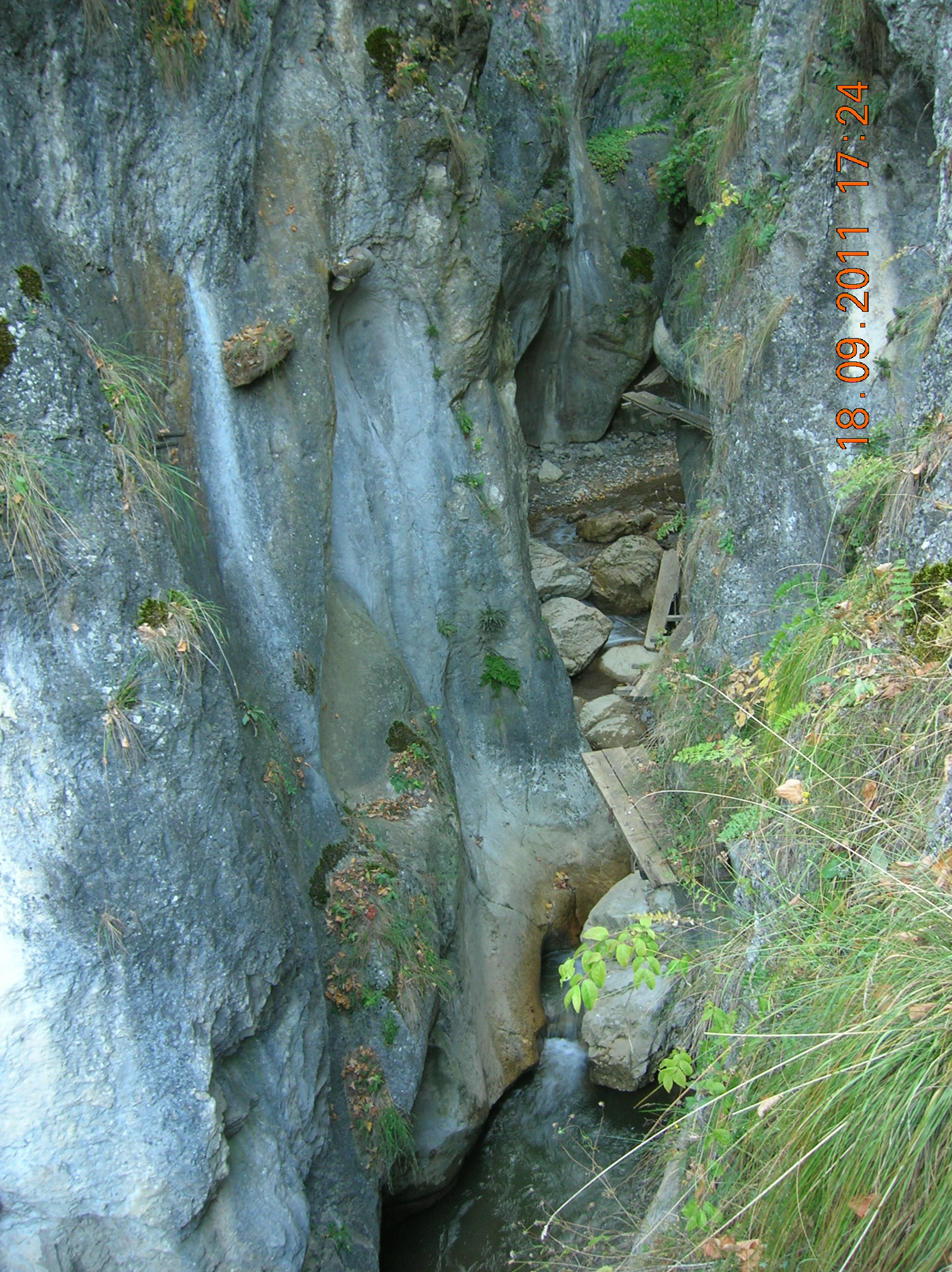
Intrarea - dispre aval - a cheilor